# Боґуславиці-Новіни
Боґуславиці-Новіни (пол. Bogusławice-Nowiny) — село в Польщі, у гміні Баб'як Кольського повіту Великопольського воєводства.
Населення — 80 осіб (2011).
У 1975-1998 роках село належало до Конінського воєводства.

## Демографія
Демографічна структура станом на 31 березня 2011 року:
|          | Загалом | Допрацездатний вік | Працездатний вік | Постпрацездатний вік |
| -------- | ------- | ------------------ | ---------------- | -------------------- |
| Чоловіки | 44      | 12                 | 27               | 5                    |
| Жінки    | 36      | 10                 | 20               | 6                    |
| Разом    | 80      | 22                 | 47               | 11                   |